# Iwan Wassiljewitsch wechselt den Beruf
Iwan Wassiljewitsch wechselt den Beruf (Originaltitel: russisch Иван Васильевич меняет профессию, transkribiert Iwan Wassiljewitsch menjajet professiju) ist eine sowjetische Filmkomödie von Leonid Gaidai aus dem Jahr 1973. Produziert wurde der Film vom Staatlichen Filmunternehmen Mosfilm. Er basiert auf dem Bühnenstück Iwan Wassiljewitsch von Michail Bulgakow, spielt aber nicht wie das Original in den 1930er-Jahren, sondern in der Sowjetunion der 1970er-Jahre.

## Handlung
Im Moskau des Jahres 1973 arbeitet der zerstreute Ingenieur Schurik Timofejew an einer Maschine, mit der er feste Materie durchdringen will. Als seine Maschine zum wiederholten Mal explodiert, verlässt ihn seine Frau, die Schauspielerin Sina, um mit dem Filmregisseur Jakin nach Gagra an das Schwarze Meer zu fahren. Der Hausverwalter Iwan Wassiljewitsch Bunscha setzt Timofejew unter Druck, weil durch dessen Basteleien der Strom ausfällt.
Während der Hausverwalter ihn dazu überreden will, sich nicht scheiden zu lassen, da dies den Ruf des Hauses „beschmutzen“ könnte, aktiviert Schurik die Maschine, die daraufhin die Wand zur Nachbarwohnung verschwinden lässt. In der anderen Wohnung wird der von der Miliz gesuchte Einbrecher Schorsch Miloslawski auf frischer Tat ertappt, der sich als Freund des Nachbarn ausgibt. Beschwingt von seinem Erfolg will Schurik nun auch Zeit und Raum durchdringen.
Er öffnet dabei ein Portal ins Jahr 1573 (genau 400 Jahre vor dem Zeitpunkt der bisherigen Handlung), wo der Zar Iwan der Schreckliche angetroffen wird. Dieser hält die drei Männer aus der Zukunft für Dämonen und hat schreckliche Angst vor der schwarzen Katze der Timofejews. Als Soldaten anrücken, beschießen sie die Maschine und beschädigen sie so sehr, dass sich das Portal wieder schließt, während der Zar in der Gegenwart und Hausverwalter Bunscha und Einbrecher Miloslawski in der Vergangenheit verbleiben. Die beiden Männer sind gefangen. Da Bunscha dem Zaren sehr ähnlich sieht (dargestellt von Juri Jakowlew in einer Doppelrolle), gelingt es ihnen, die Soldaten zu täuschen und alle in den Krieg gegen die Tataren zu schicken, um sich vorerst in Sicherheit zu wiegen.
Schurik ist es unterdessen gelungen, den Zaren zu beruhigen, er erklärt diesem die Lage. Da er ein Ersatzteil braucht, lässt er den Zaren in der Wohnung allein, der daraufhin das Leben im 20. Jahrhundert erkundet. Doch dann kommt Sina nach Hause, die sich mit ihrem Regisseur gestritten hat. Als die beiden den Streit in der Wohnung fortsetzen, springt der Zar dazwischen. Sina erkennt, dass es sich um den echten Iwan den Schrecklichen handelt und dass die Maschine funktioniert. Um sich aus der Affäre zu ziehen, vergibt sie Jakin und fährt mit ihm davon, während der Zar unterdessen von der seiner eigenen Ehefrau ähnlichen Frau des Hausverwalters, Uljana Andrejewna Bunscha, entdeckt wird. Bunscha hingegen trifft in der Vergangenheit die Ehefrau des Zaren bei einem Staatsbankett und flirtet mit ihr. Der Zar, der in Uljana nicht seine Frau sieht, bedroht diese und den Nachbarn Schpak, der ausgeraubt wurde. Beide rufen die Miliz und einen Krankenwagen der Psychiatrie. Auch in der Vergangenheit geraten Bunscha und Miloslawski in Bedrängnis, weil sie die Kriegserklärung mit einem modernen Kugelschreiber unterschreiben und so das Gerücht entsteht, dass der Zar nicht der echte ist.
Während Schurik versucht, seine Maschine wieder in Gang zu setzen, wird der inzwischen völlig verzweifelte Zar von der Miliz festgenommen. Als er den Milizionären erzählt, er sei Zar Iwan der Schreckliche, übergeben sie ihn
den Psychiatern. Inzwischen gelingt es Bunscha und Miloslawski nach einer Verfolgungsjagd mit der Zarenarmee, in die Gegenwart zurückzukommen, wo Bunscha wegen seiner Ähnlichkeit mit dem Zaren verhaftet wird, während sich Miloslawski als Arzt verkleidet davonschleicht. Als Uljana die beiden Männer sieht, hält sie sich selbst für verrückt und lässt sich ebenfalls von den Ärzten mitnehmen. Als der Zar in den Krankenwagen gehoben wird, erkennen die Polizisten den gesuchten Miloslawski, und alle Beamten, Ärzte und Passanten auf der Straße beteiligen sich an der Verfolgungsjagd. Der Zar kann entkommen und läuft in die Wohnung der Timofejews zurück.
Als Schurik das Portal wieder öffnet und der Zar in seine Zeit zurückgekehrt ist, wacht er mit einer Beule am Kopf auf. Es stellt sich heraus, dass er bei der letzten Explosion seiner Maschine bewusstlos wurde und alles nur geträumt hat. Glücklich, dass alles so ist wie zuvor und dass seine Frau ihn nicht verlassen hat, schließt er sie in die Arme.

## Sonstiges
Der Film wurde in Moskau in den Mosfilm-Studios sowie im Kreml von Rostow gedreht. Der Anfang und die Schlussszene sind in Schwarz-Weiß gedreht, um einen Unterschied zwischen der Realität und Schuriks Traumwelt zu verdeutlichen. Eine ähnliche Methode wurde auch im Film Das zauberhafte Land verwendet.
Der Film wurde in der Sowjetunion zum erfolgreichsten Film des Jahres 1973. Heute gilt er mit mehr als 60 Millionen verkauften Kinokarten als einer der erfolgreichsten sowjetischen Filme überhaupt.
Der Film startete am 1. November 1974 in den Kinos der DDR.